# Bundesstraße 214
Die Bundesstraße 214 (Abkürzung: B 214) führt von Lingen nach Braunschweig.

## Verlauf
Die Bundesstraße B 214 beginnt an der Lingener Höhe, der höchsten Erhebung des Emslands, wo sie von den Bundesstraßen B 70 und B 213 abzweigt. Zunächst führt sie östlich in den Norden des Landkreises Osnabrück, wo sie die Ankumer Höhe im Naturpark Nördlicher Teutoburger Wald-Wiehengebirge durchquert. An der Anschlussstelle Holdorf kreuzt sie die Bundesautobahn A 1.
Im weiteren Verlauf streift die B 214 die Dammer Berge und führt nördlich am Dümmer vorbei durch zahlreiche Moorgebiete. Nordwestlich von Diepholz teilt die Umgehungsstraße streckenweise die Trasse mit der B 51.
In Nienburg überquert die Bundesstraße 214 auf einem gemeinsam mit der B 6 verlaufenden Abschnitt die Weser. Östlich der Leine verläuft die B 214 parallel zur Aller durch südliche Ausläufer der Lüneburger Heide. An der Anschlussstelle Schwarmstedt kreuzt sie die A 7.
Hinter Celle ändert sie ihren Verlauf nach Südosten und führt westlich der Oker weiter. In Ohof bei Meinersen führt sie über die Eisenbahn-Schnellfahrstrecke Hannover–Berlin, hier war bis 1997 ein Bahnübergang. Hinter dem Wendeburger Ortsteil Neubrück überquert sie die A 2 (Anschlussstelle Braunschweig-Watenbüttel) und anschließend den Mittellandkanal. Sie endet nach der Durchquerung des Braunschweiger Stadtteils Watenbüttel, indem sie in die A 392 übergeht.

### Gebietskörperschaften
- Niedersachsen
  - Landkreis Emsland
    - Lingen (Ems), Thuine, Freren, Andervenne

  - Landkreis Osnabrück
    - Fürstenau, Ankum, Bersenbrück, Gehrde, Badbergen

  - Landkreis Vechta
    - Holdorf, Steinfeld (Oldenburg), Lohne (Oldenburg)

  - Landkreis Diepholz
    - Diepholz, Wetschen, Rehden, Hemsloh, Barver, Freistatt, Wehrbleck, Sulingen, Maasen, Borstel

  - Landkreis Nienburg/Weser
    - Wietzen, Marklohe, Nienburg/Weser, Steimbke, Rodewald

  - Landkreis Heidekreis
    - Gilten, Schwarmstedt, Essel, Buchholz (Aller)

  - Landkreis Celle
    - Wietze, Hambühren, Celle, Wienhausen, Eicklingen, Bröckel

  - Region Hannover
    - Uetze (Ortsteil Kreuzkrug der Ortschaft Eltze)

  - Landkreis Gifhorn
    - Meinersen (Ortsteil Ohof)

  - Landkreis Peine
    - Edemissen, Wendeburg (Ortsteil Neubrück)

  - Landkreis Gifhorn
    - Schwülper

  - Braunschweig

### Überquerte Gewässer
- Hase, in Bersenbrück
- Hunte, in Diepholz
- Wagenfelder Aue, in Barver
- Weser, in Nienburg
- Leine, in Schwarmstedt
- Wietze, in Wietze
- Fuhse, in Celle kurz vor der Mündung in die Aller
- Mittellandkanal, in Braunschweig nördlich von Watenbüttel

## Geschichte

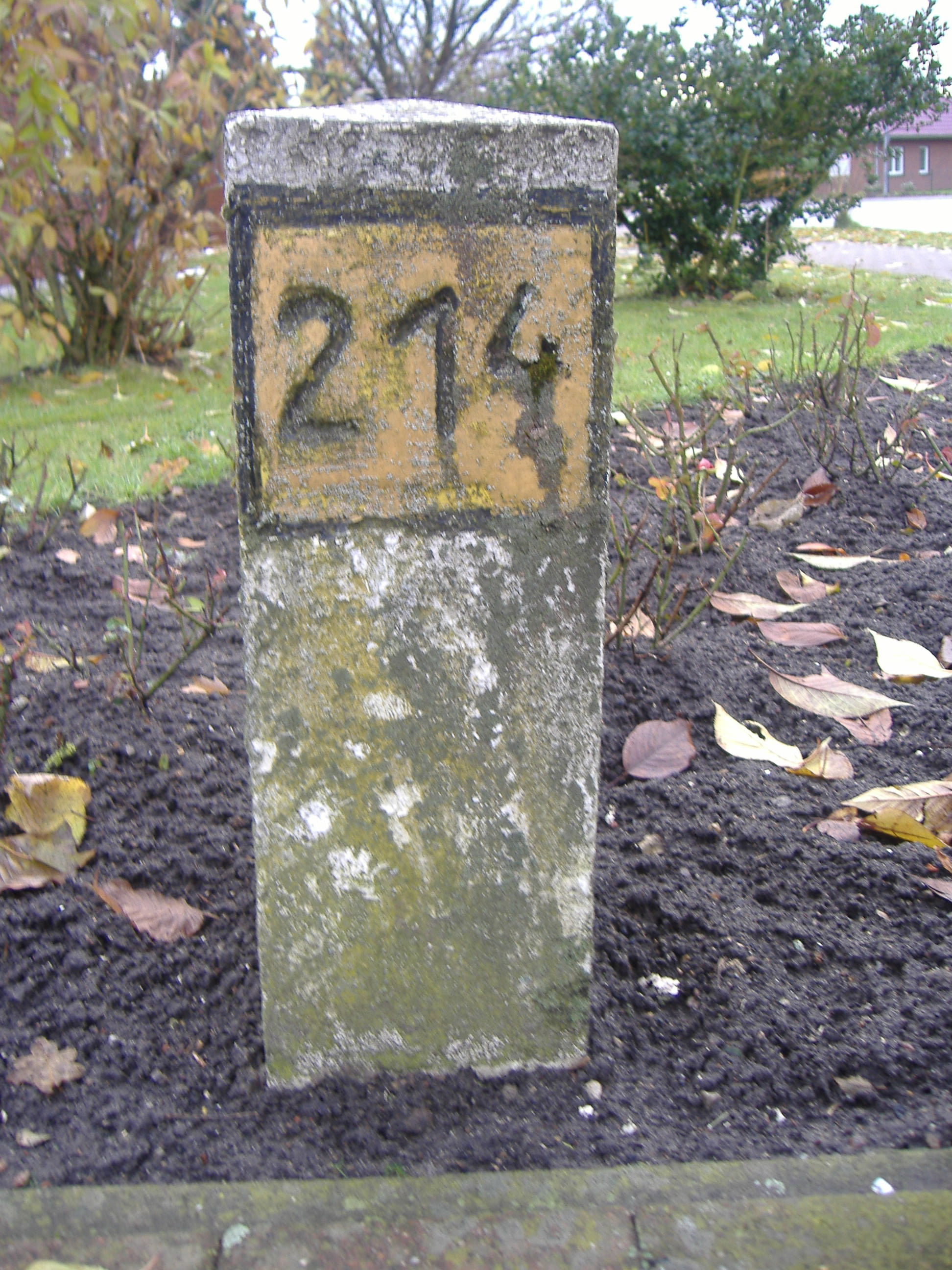
Alter Kilometerstein an der ehemaligen Ortsdurchfahrt der R 214 in Sulingen

### Ursprung
Die B 214 von Braunschweig nach Lingen ist Ergebnis eines Fernstraßenprojekts des 19. Jahrhunderts. Die Hannoverschen Kernlande im mittleren und östlichen Niedersachsen sollten mit dem 1815 hannoveranisch gewordenen Emsland verbunden werden. Zwischen Freren und Ankum folgt die Straße weitgehend der Trasse einer Altstraße, die Ernst Dünzelmann Holländerweg nennt. Einen Weg in der Nähe der B 214 dieses Namens gibt es heute noch in Andervenne. Durch die im 19. Jahrhundert gebaute Chaussee wurde zugleich der Süden des Großherzogtums Oldenburg für den Straßenverkehr in ostwestlicher Richtung erschlossen. Im Abschnitt zwischen Diepholz und Steinfeld durchbricht die B 214 die jahrhundertelang trennende Barriere des Großen Moores, das durch Altstraßen weiträumig umgangen worden war, wie auch die anderen Moore der Diepholzer Moorniederung, durch die die Bundesstraße hindurchführt, um eine direkte Verbindung zwischen den (ehemaligen) Kreisstädten Nienburg, Sulingen, Diepholz und Bersenbrück zu schaffen.
Noch Ende des 18. Jahrhunderts war die Idee der Anlage einer Chaussee zwischen Braunschweig und Celle, der Celler Straße, heftig bekämpft worden. Wilhelm Bettinghaus, Pastor zu Wienhausen, hat sich mit dem Bau der befestigten Kunststraße (Chaussee) zwischen Braunschweig und Celle befasst:
Die Chaussee von Celle bis Bröckel ist in den Jahren 1790–1793 durch den Inspector Rehren angelegt worden. Es bestand ursprünglich die Absicht, sie vom Weggenbruche über Wathlingen nach Uetze zu führen. Aber die Bewohner der genannten Ortschaften erhoben Widerspruch, weil sie fürchteten, von fremden Kriegsvölkern zu sehr belästigt zu werden, wenn ihnen der Zugang zu ihren Dörfern durch eine neue Landstraße so leicht gemacht würde. Die Weiterführung der Landstraße von Bröckel bis Braunschweig hat in den Jahren 1821–1823 stattgefunden. Der Damm von Eicklingen nach Wathlingen wurde im Jahre 1808 angelegt.
Der westlichste Streckenabschnitt zwischen Lingen, Fürstenau und Bersenbrück wurde am 1. Juli 1856 für den Verkehr freigegeben. Eine regelmäßige Postkutsche verkehrte auf dieser Straße vom Eröffnungstag bis zur Inbetriebnahme der Eisenbahnstrecke Rheine–Quakenbrück am 1. Juli 1879. Ab 1925 wurde der Streckenabschnitt Freren–Lingen von einer Autobuslinie befahren.

### Frühere Strecken und Bezeichnungen
Zwischen 1934 und 1949 trug die Strecke die Bezeichnung Reichsstraße 214 (R 214).
Die B 214 verlief innerhalb Braunschweigs früher über das jetzige Ende am Amalienplatz hinaus über die Celler Straße, den westlichen Okerarm und den Radeklint bis in die Innenstadt.
Seit der Reichsstraßenzeit sind viele frühere Ortsdurchfahrten der B 214 durch Umgehungsstraßen ersetzt worden, zuletzt 2008 die Ortsdurchfahrt Diepholz. Seitdem die B 214 gemeinsam mit der B 6 die Weser bei Nienburg als Hochstraße überquert, besteht nicht mehr die Gefahr einer Sperrung bei Hochwasser. Hochwassergefährdet ist weiterhin die Leinequerung bei Norddrebber wie zuletzt zum Jahreswechsel 2023/2024.

### Ersetzungen

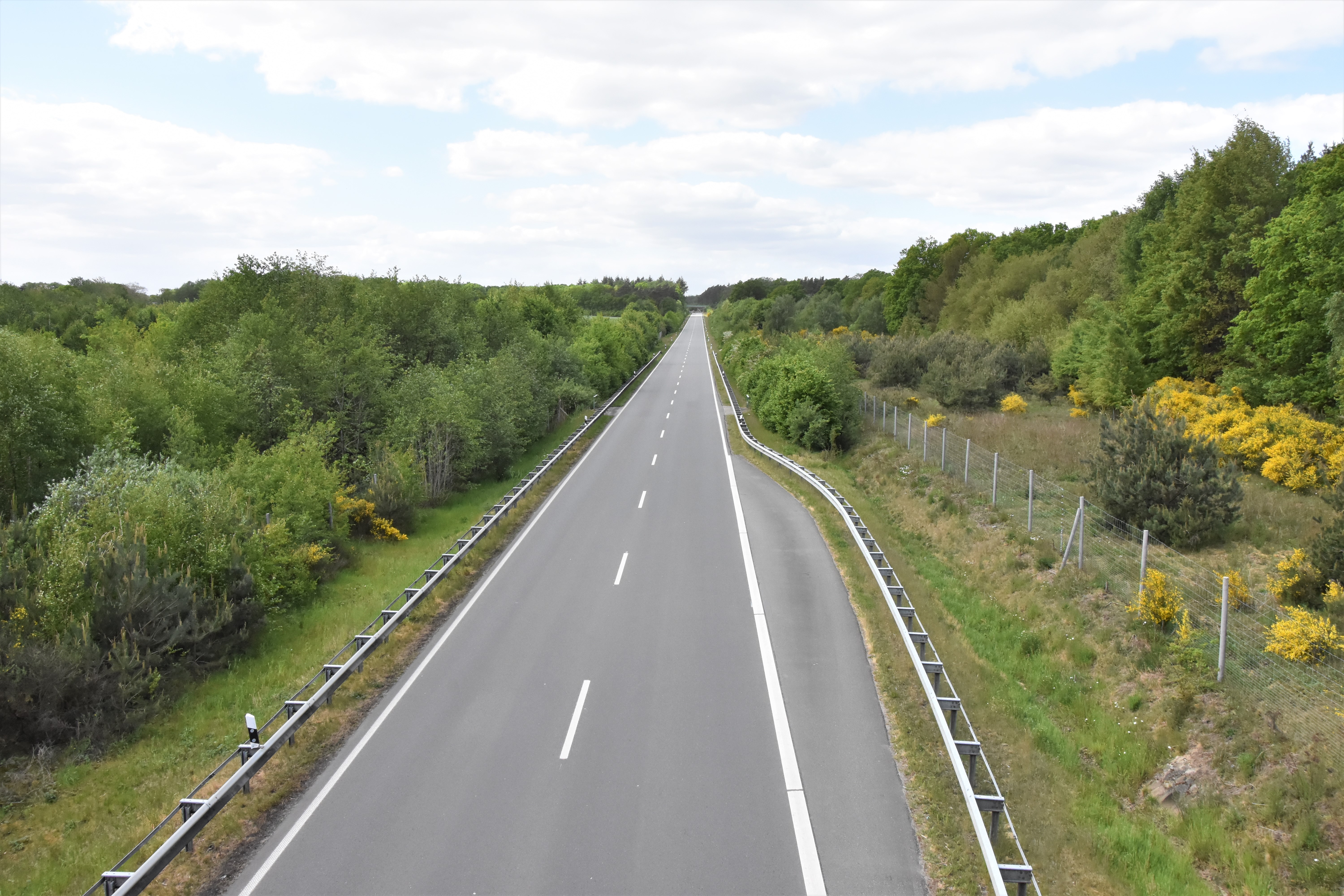
Blick auf die 2007 eröffnete Umgehung von Thuine und Freren

Ein Teilstück zwischen Braunschweig-Watenbüttel und dem sogenannten nördlichen Ringgebiet in Braunschweig um das früher selbstständige Dorf Ölper herum wurde in den 1980er Jahren durch die etwa vier Kilometer lange Bundesautobahn 392 (Braunschweiger Nordtangente) ersetzt, die allerdings dann weiter nach Osten zur Abfahrt Hamburger Straße führt.
Die recht kurze A 392 enthält auf ihrem Verlauf sogar ein Autobahnkreuz, nämlich den Ölper Knoten mit der Bundesautobahn 391.
Die Strecke der B 214 durch die Ortschaften von Thuine und Freren wurde durch eine Umgehungsstraße im Jahr 2007 ersetzt. Nach 22 Monaten Bauzeit wurde die 10,2 Mio. Euro teure und 6 Kilometer lange Umgehungsstraße am 7. Dezember 2007 durch Joachim Werren und Achim Großmann gemeinsam eröffnet. Während der schon laufenden Bauarbeiten für einen zunächst runden Kreisverkehr in Thuine wurde dieser auf Verlagen des Kreises Emsland zu einem ovalen Kreisverkehr verändert.
Die ursprünglichen Planungen für diese Umgehungsstraße reichen in das Jahr 1982 zurück. In den 1950er Jahren gab es schon Planungen, die B 214 nördlich an Thuine und Freren vorbei direkt von Baccum nach Andervenne zu führen.

### Aufgegebene Planungen
Die Strecke von Nienburg bis zum Kreuzungspunkt mit der Bundesstraße 3 bei Celle sollte ursprünglich als Teilstück der verworfenen Bundesautobahn 32 ausgebaut werden.

### Zukünftige Planungen/Bauvorhaben
Für den Bereich Bersenbrück ist eine Nordumgehung vorgesehen, diese soll ab der Abfahrt B 68 Bersenbrück/Nord bis nach Gehrde führen und da an den derzeitigen Straßenverlauf wieder anknüpfen. So soll die Innenstadt von Bersenbrück nach der Verlegung der B 68 komplett vom Durchgangsverkehr befreit werden. Wann dieses Vorhaben umgesetzt wird, steht bislang noch nicht fest.

## Tourismus

### Ferienstraßen
Zwischen Celle und Braunschweig führt die Deutsche Fachwerkstraße entlang der B 214.
Die Straße der Megalithkultur führt in den Gemeinden Thuine und Freren sowie in Ankum an sehenswerten Großsteingräbern vorbei.

### Sehenswürdigkeiten
- Kloster der Franziskanerinnen vom hl. Martyrer Georg Thuine
- Schloss und historische Altstadt Fürstenau
- Pfarrkirche St. Nikolaus („Artländer Dom“) in Ankum
- Kloster Wienhausen